# Sainte-Suzanne (Réunion)
Sainte-Suzanne ist eine französische Gemeinde im Übersee-Département Réunion und in dessen Arrondissement Saint-Denis.

## Geographie
Die Gemeinde liegt an der Nordostküste der Insel Réunion am Indischen Ozean und grenzt an die Gemeinden Saint-André, Sainte-Marie und Salazie.
Durch das Gemeindegebiet fließt der Fluss Rivière Saint-Suzanne, der sich hier auch in einem Wasserfall, der Cascade Niagara, über eine Geländekante 25 Meter in die Tiefe stürzt.

## Geschichte
Eine frühe Erwähnung der Örtlichkeit gibt es aus dem Jahr 1646. Das Dorf Sainte-Suzanne wurde 1667 vom damaligen Gouverneur der Insel im Indischen Ozean, Étienne Regnault, gegründet.
| Bevölkerungsentwicklung | Bevölkerungsentwicklung | Bevölkerungsentwicklung | Bevölkerungsentwicklung | Bevölkerungsentwicklung | Bevölkerungsentwicklung | Bevölkerungsentwicklung | Bevölkerungsentwicklung | Bevölkerungsentwicklung |
| ----------------------- | ----------------------- | ----------------------- | ----------------------- | ----------------------- | ----------------------- | ----------------------- | ----------------------- | ----------------------- |
| Jahr                    | 1961                    | 1967                    | 1974                    | 1982                    | 1990                    | 1999                    | 2006                    | 2012                    |
| Einwohner               | 9.794                   | 11.151                  | 11.984                  | 13.196                  | 14.695                  | 18.144                  | 21.714                  | 22.388                  |

## Sehenswürdigkeiten
Der 1845 erbaute Leuchtturm Phare de Bel-Air an der Küste des Indischen Ozeans gehört seit 2012 als Monument historique zum architektonischen Erbe Frankreichs. In der Gemeinde befindet sich auch das Gut Domaine du Grand Hazier, indem sich ein Vanille-Manufaktur befindet.
Direkt an der Küste befindet sich der kleine hinduistische Tempel Temple du Front de Mer.

## In Sainte-Suzanne geboren
- Auguste Vinson (1819–1903), Arzt, Dichter und Naturforscher
- Edmond Albius (1829–1880), ehemaliger Sklave, Erfinder eines Verfahrens zur Bestäubung der Gewürzvanille
- Élie Hoarau (* 1938), Politiker der Parti communiste réunionnais